# کوجی فوجیکاوا
کوجی فوجیکاوا (انگلیسی: Koji Fujikawa؛ زادهٔ ۷ اکتبر ۱۹۷۸) بازیکن فوتبال اهل ژاپن است.
از باشگاه‌هایی که در آن بازی کرده‌است می‌توان به باشگاه فوتبال ساگان توسو اشاره کرد.